# رحلة العمر (فلم)
رحلة العمر هو فيلم تشويق وإثارة مصري من إخراج سعد عرفة وبطولة شمس البارودي، أحمد مظهر، مريم فخر الدين، سلامة إلياس وأحمد لوكسر، صدر الفيلم في 11 نوفمبر 1974.

## نبذه
سلوى فتاة من أصل أجنبي تعيش مع عمتها في القاهرة وتحب شابًا من سنها هو عصام يتفقان على قضاء أيام في سيدى عبد الرحمن ولكن عصام يؤجل مجيئه لارتباطه بمباراة كرة، يصل محمود مدير أحد البنوك إلى الفندق، وتبدأ علاقة محمومة بين الطرفين.

## طاقم العمل
- شمس البارودي بدور سلوى سامي-سوزانا
- أحمد مظهر بدور محمود حنفي
- مريم فخر الدين بدور مديحة
- سلامة إلياس بدور رجب
- أحمد لوكسر بدور صفوت
- سامية رشدي بدور أم مديحة